# Hochschulinformationssystem
Hochschulinformationssysteme oder Campus-Management-Systeme sind IT-Systeme, die der Abbildung von Geschäftsprozessen im Bereich des studentischen Lebenszyklus (Studierenden-, Kurs- und Prüfungsverwaltung etc.) sowie weiterer Aufgabenfelder der Hochschulverwaltung dienen. Die Verarbeitung und Präsentation studien-, lehr- oder prüfungsbezogener Informationen erfolgt dabei im Sinne des E-Campus zunehmend durch internetbasierte Hochschulportale mit Selbstbedienungsfunktionen. Die Nachfrage nach einer IT-gestützten Abwicklung hochschulischer Geschäftsprozesse zur Entlastung von Hochschulverwaltungen hat im Zuge der Modularisierung der Studiengänge und weiterer Reformschritte an europäischen Hochschulen zu Beginn des 21. Jahrhunderts deutlich zugenommen.

## Leistungsumfang
Der Leistungsumfang der modular strukturierten Hochschul-Management-Systeme unterschiedlicher Anbieter weicht erheblich voneinander ab. Zu den Kernanwendungen werden häufig folgende Geschäftsprozesse gerechnet, deren internetgestützte Bearbeitung durch Studierende, Lehrende oder Bedienstete moderne Hochschulinformationssysteme auf der Basis eines differenzierten Rechtesystems ermöglichen:
- Bewerbungs- und Zulassungsverfahren
- Studierendenverwaltung
- Studiengangs- und Prüfungsordnungsmodellierung
- Veranstaltungsplanung (u. a. Erstellung des Vorlesungsverzeichnisses sowie der Regel- und individuellen Stundenpläne)
- Lehrraummanagement
- Teilnehmermanagement (An- und Abmeldung, Zulassung und Verteilung zu Lehrveranstaltungen und Prüfungen)
- Studiengangskoordination (u. a. Planung des Semesterangebots und Sicherstellung der Studierbarkeit)
- Prüfungsmanagement (u. a. Notenverbuchung, Anrechnung von Leistungen, Verwaltung von Abschlussarbeiten)
- Organisationsdatenverwaltung (z. B. Gebäude- und Hörsaal-Pläne, E-Mail- und Telefonverzeichnis der Fakultäten, Institute, Abteilungen, Bediensteten etc.).

Auch zur Abbildung von Verwaltungsprozessen in den Bereichen Human Resources, Rechnungswesen, Controlling oder Computer-Aided Facility Management (CAFM) werden Hochschul-Management-Systeme herangezogen. Im Zuge einer Ausdifferenzierung der Anforderungen an den Hochschulen werden ergänzende Funktionen wie Alumniverwaltung und Marketing, Kursevaluation, Praktikumsmanagement oder überschneidungsfreie Stundenplanung in das Leistungsspektrum etablierter Systeme aufgenommen. Angesichts der wachsenden Komplexität der verzweigten IT-Landschaft an Hochschulen ist eine stärkere Integration von Hochschul-Management-Systemen mit weiteren IT-Applikationen erforderlich.
Spitta et al.: Campus-Management-Systeme. 2015, S. 66 kommen zu dem Schluss: „Es scheint so zu sein, dass Hochschulen mit deren Einführung und Betrieb ... Nachholbedarf haben.“

## Auswahl
- Salesforce Education Cloud
- AcademyFIVE
- CampusNet
- CAMPUSonline
- FH Complete
- SAP
- SunGard
- TraiNex
- UNIT4
- HISinOne